# Phalaenomorpha punctuligera
Phalaenomorpha punctuligera är en insektsart som först beskrevs av Melichar 1902.  Phalaenomorpha punctuligera ingår i släktet Phalaenomorpha och familjen Flatidae. Inga underarter finns listade i Catalogue of Life.